# Accolon
Sir Accolon var en av riddarna vid kung Arturs hov. Accolon var Morgan le Fays älskare i legenden om kung Artur. I syfte att insätta Accolon på Britanniens tron, lurade eller övertalade Morgan honom att strida mot kung Artur med dennes förtrollade svärd Excalibur. Kung Arthur lyckades ta tillbaka sitt svärd, och Accolon dog av de skador han ådrog sig i striden.
I Le Morte d'Arthur av Thomas Malory kallas Accolon för sir Accolon av Gallien, vilket gör att det ligger nära till hands att anta att han härstammade från nuvarande Frankrike. I Avalons dimmor av Marion Zimmer Bradley var Accolon son till kung Uriens av Rheged och dessutom utbildad till druid.